# San Miguel, Tasquillo
San Miguel är en ort i Mexiko.   Den ligger i kommunen Tasquillo och delstaten Hidalgo, i den sydöstra delen av landet, 130 km norr om huvudstaden Mexico City. San Miguel ligger 1 652 meter över havet och antalet invånare är 143.
Terrängen runt San Miguel är huvudsakligen kuperad, men norrut är den bergig. Runt San Miguel är det ganska tätbefolkat, med 60 invånare per kvadratkilometer. Närmaste större samhälle är Ixmiquilpan, 11,4 km sydost om San Miguel. Trakten runt San Miguel består i huvudsak av gräsmarker.